# Downton Abbey II: Eine neue Ära
Downton Abbey II: Eine neue Ära (Originaltitel: Downton Abbey: A New Era) ist ein Film von Simon Curtis und die Fortsetzung von Downton Abbey (2019). Das Drehbuch zu beiden Filmen schrieb Julian Fellowes, der Schöpfer und Autor der gleichnamigen Fernsehserie. Der Film wurde am 29. April 2022 in Großbritannien veröffentlicht, in Deutschland bereits einen Tag früher; in den Vereinigten Staaten startete der Film am 20. Mai.

## Handlung
Im Jahr 1928, kurz nach der Hochzeit von Tom Branson und Lucy Smith, erreicht die Familie Crawley eine Nachricht aus Frankreich. Der verstorbene Marquis de Montmirail hat Violet Crawley eine Villa an der Riviera vermacht. Violet offenbart, dass sie einst eine Woche in Südfrankreich verbracht hat, und es scheint, dass ihr die Villa aus Dankbarkeit geschenkt wurde. Violet möchte sie ihrer Urenkelin Sybbie vererben. Mit der Nachricht erhalten sie auch eine Einladung, das Haus zu besichtigen, die sie nach einigem Überlegen annehmen.
Zeitgleich kommt ein Anruf, dass ein Filmproduzent eine dramatische Romanze auf Downton Abbey drehen möchte. Robert Crawley ist zunächst dagegen, allerdings wird er von seiner Familie mit Verweis auf die potentiellen Einnahmen und das undichte Dach umgestimmt. In den nächsten Tagen beginnt der Filmtross mit den Aufbauarbeiten. Mit von der Partie sind die Stummfilmstars Myrna Dalgleish und Guy Dexter. Das Personal gerät ganz aus dem Häuschen, als sie von den berühmten Gästen erfahren.
Robert bricht mit seiner Frau und einigen weiteren Familienmitgliedern nach Frankreich auf. Dort werden sie von der Witwe des Marquis kühl und von ihrem Sohn herzlich begrüßt. In einem ruhigen Moment entdecken sie ein Medaillon, das die junge Violet zeigt und einen Brief des Marquis enthält. Zudem erkennt Robert, dass dieser und seine Mutter sich genau neun Monate vor seiner Geburt getroffen haben, und er befürchtet, dass er illegitim gezeugt wurde.
Währenddessen schreiten die Dreharbeiten voran. Dexter stellt sich als Gentleman heraus, während Dalgleish gegenüber dem Personal hauptsächlich herrisch und verschlossen auftritt. Nach einigen Tagen wird der Dreh unterbrochen, da die Produzenten keinen Erfolg mehr für einen Stummfilm sehen. In dieser Situation kommt Mary Talbot auf die Idee, aus der Produktion einen Tonfilm zu machen. Zudem entpuppt sich der Dorflehrer Joseph Molesley als Filmfan und begnadeter Drehbuchschreiber. Da es Dalgleish wegen ihres unfeinen Akzents nicht gelingt, die Texte einzusprechen, übernimmt Mary Talbot diesen Teil. Hierbei kommt sie auch dem Regisseur näher, behält aber ihre Distanz bei.
In Südfrankreich kommt es zu einer großen Party, bei der Cora Crawley ihrem Mann gesteht, dass ihr Krebs schon weit fortgeschritten ist. Dennoch fassen sie Mut und gehen am nächsten Tag zum Arzt, der weitere Untersuchungen anstellt. Beunruhigt treten sie die Rückreise an und nehmen das Medaillon mit, was die Witwe des Marquis zu erleichtern scheint.
Zurück in England gehen die Dreharbeiten in die letzte Runde, und auch Dalgleish taut nach einer Intervention des Personals noch auf. Dexter macht Thomas Barrow den Vorschlag, ihn nach Hollywood zu begleiten sowie mehr als Freunde zu werden, was dieser am Ende annimmt. Die Dreharbeiten kommen zu einem guten Ende, wobei das Personal in der Schlussszene als Statisten auftritt. Das Drama um Roberts Abstammung löst sich in Wohlgefallen auf, als Violet versichert, dass zwischen ihr und dem Marquis nichts vorgefallen sei. Weitere Personen aus dem Umfeld – Mr. Molesley und Miss Baxter, Mrs. Patmore und Mr. Mason – finden zusammen. Zuletzt schließt Violet Frieden mit der um das Bett versammelten Kernfamilie und stirbt. Bald darauf wird Lucy Bransons erstes Kind geboren.

## Produktion
Nach der Veröffentlichung des ersten Films verkündeten Julian Fellowes und die Besetzung, dass sie bereits Ideen für eine Fortsetzung hätten. Im Januar 2020 wurde berichtet, dass Fellowes nach Abschluss der Arbeiten an der Drama-Serie The Gilded Age mit dem Sequel beginnen werde. Im September 2020 sagte Jim Carter, dass das Drehbuch fertiggestellt sei. Im Februar 2021 bemerkte Hugh Bonneville in einem Interview mit BBC Radio 2, dass die Dreharbeiten beginnen würden, sobald Cast und Crew gegen COVID-19 geimpft worden seien. Neben dem Hauptcast aus dem ersten Film würden Hugh Dancy, Laura Haddock, Nathalie Baye und Dominic West zur Besetzung dazustoßen.
Die Dreharbeiten sollten ursprünglich vom 12. Juni bis 12. August 2021 in Hampshire, England stattfinden; Deadline Hollywood bestätigte jedoch, dass die Produktion bereits Mitte April begonnen habe. Am 16. Juli 2021 verkündete Elizabeth McGovern auf Instagram, dass die Dreharbeiten abgeschlossen worden seien. Der Titel des Films, Downton Abbey: A New Era, wurde am 25. August 2021 bekanntgegeben.

## Ähnlichkeit mit Singin’ in the Rain
Die Handlung auf Downton Abbey hat starke Parallelen zum 1952 erschienenen Musicalfilm Singin’ in the Rain (dt. „Du sollst mein Glücksstern sein“). Regisseur Curtis und Drehbuchautor Fellows gaben indes an, die Parallele sei keine direkte Beeinflussung, sondern ginge auf eine wahre Begebenheit zurück, die Ronald Neame, der Großvater von Produzent Gareth Neame, als Kameramann bei der Produktion von Alfred Hitchcocks „Erpressung“ (1929) erlebt haben will, als die Hauptdarstellerin Anny Ondra aufgrund ihres schweren tschechischen Akzentes durch die Britin Joan Barry synchronisiert werden musste, die dadurch zur ersten Synchronsprecherin der Filmgeschichte wurde.

## Synchronisation
Die deutschsprachige Synchronisation entstand bei der Interopa Film GmbH in Berlin nach dem Dialogbuch von Hilke Flickenschildt, die auch für die Dialogregie verantwortlich war. Maggie Smith, Lesley Nicol, Paul Copley und David Robb bekamen mit Ursula Werner, Harriet Kracht, Thomas Kästner und Till Hagen in diesem Film neue Synchronstimmen.
| Rolle                | Schauspieler         | Synchronsprecher          |
| -------------------- | -------------------- | ------------------------- |
| Robert Crawley       | Hugh Bonneville      | Erich Räuker              |
| Cora Crawley         | Elizabeth McGovern   | Christin Marquitan        |
| Edith Crawley        | Laura Carmichael     | Anita Hopt                |
| Mary Crawley         | Michelle Dockery     | Anne Helm                 |
| Violet Crawley       | Maggie Smith         | Ursula Werner             |
| Tom Branson          | Allen Leech          | Constantin von Jascheroff |
| Bertie Hexham        | Harry Hadden-Paton   | Nicolas Böll              |
| Mr. Carson           | Jim Carter           | Jürgen Kluckert           |
| Mrs. Hughes          | Phyllis Logan        | Karin Buchholz            |
| Isobel Merton        | Penelope Wilton      | Isabella Grothe           |
| Rosamund Painswick   | Samantha Bond        | Sabine Falkenberg         |
| Thomas Barrow        | Robert James-Collier | Alexander Doering         |
| John Bates           | Brendan Coyle        | Michael Iwannek           |
| Anna Bates           | Joanne Froggatt      | Marie Bierstedt           |
| Joseph Molesley      | Kevin Doyle          | Uwe Büschken              |
| Phyllis Baxter       | Raquel Cassidy       | Peggy Sander              |
| Mrs. Patmore         | Lesley Nicol         | Harriet Kracht            |
| Daisy Parker         | Sophie McShera       | Julia Kaufmann            |
| Andy Parker          | Michael C. Fox       | Ricardo Richter           |
| Miss Denker          | Sue Johnston         | Arianne Borbach           |
| George Murray        | Jonathan Coy         | Detlef Bierstedt          |
| Dr. Richard Clarkson | David Robb           | Till Hagen                |
| Albert Mason         | Paul Copley          | Thomas Kästner            |
| Jack Barber          | Hugh Dancy           | Axel Malzacher            |
| Lord Merton          | Douglas Reith        | Rainer Doering            |
| Maud Bagshaw         | Imelda Staunton      | Silke Matthias            |

## Veröffentlichung
Downton Abbey II: Eine neue Ära sollte ursprünglich am 22. Dezember 2021 in die US-amerikanischen Kinos kommen, bevor der Starttermin auf den 18. März 2022 und schließlich auf den 20. Mai 2022 verschoben wurde. 45 Tage nach dem Kinostart sollte der Film über den Streaming-Dienst Peacock abrufbar sein. In Großbritannien lief der Film am 29. April 2022, in Deutschland bereits einen Tag früher an.